# Coppa del mondo di marcia 1965
La Coppa del mondo di marcia 1965 (1965 IAAF World Race Walking Cup) si è svolta a Pescara, in Italia, il 9 e 10 ottobre.

## Medagliati

### Uomini
| Specialità     | Oro             | Prestazione | Argento           | Prestazione | Bronzo           | Prestazione |
| 20 km          | Dieter Lindner  | 1h28'10"    | Antal Kiss        | 1h29'09""   | Gerhard Sperling | 1h31'30"    |
| 50 km          | Christoph Höhne | 4h03'14"    | Burkhard Leuschke | 4h06'02"    | Abdon Pamich     | 4h06'40"    |
| Gara a squadre | Germania Est    | 117 pt.     | Regno Unito       | 87 pt.      | Ungheria         | 64 pt.      |